# Juan Carlos Delménico
Juan Carlos Ángel Delménico (Rosario, 9 de diciembre de 1953) es un exfutbolista profesional argentino. Se desempeñaba en el puesto de arquero y en su carrera se coronó campeón de Primera División en Argentina y Colombia.

## Carrera
Su debut como profesional se produjo en Newell´s, en el año 1971. En 1975 pasó a Atlético Junior de Colombia. Siendo aún muy joven, se adueñó del arco barranquillero, mostrando gran personalidad para liderar al equipo. Se destacaba también por su juego con los pies, incursionando fuera de su área para contribuir a la salida de juego de su elenco. En 1977 se corona campeón del torneo colombiano, en el que fue el primer título para Junior. En 1978 retorna a Argentina, jugando primero para River Plate y luego para Gimnasia y Esgrima La Plata. En 1980 inicia su segundo ciclo en Junior, volviéndose a coronar en el campeonato de ese año. Jugó un total de 263 partidos para el equipo tiburón, siendo uno de sus máximos ídolos. En 1982 ficha para Estudiantes de La Plata, donde consigue el Campeonato Metropolitano. Continúa su carrera en Instituto de Córdoba, llegando en 1984 a Rosario Central, siendo de esta forma el último futbolista en vestir las camisetas de Central y Newell's hasta la fecha. En el cuadro auriazul disputó 35 partidos, recibiendo 40 goles. Cerró su carrera en Quilmes, jugando el torneo de Primera B 1985, donde el cervecero quedó eliminado en las semifinales de la liguilla por el segundo ascenso a Primera División ante Racing Club.
En la Selección Argentina de la Copa América Edición 1983 sin sede fija fue el tercer arquero en dicho año solo por delante de Ubaldo Matildo Fillol y Nery Alberto Pumpido. 

## Clubes
| Club                        | País      | Año       |
| --------------------------- | --------- | --------- |
| Newell's Old Boys           | Argentina | 1971-1974 |
| Atlético Junior             | Colombia  | 1975-1977 |
| River Plate                 | Argentina | 1978      |
| Gimnasia y Esgrima La Plata | Argentina | 1978-1979 |
| Atlético Junior             | Colombia  | 1980-1981 |
| Estudiantes de La Plata     | Argentina | 1982      |
| Instituto de Córdoba        | Argentina | 1983      |
| Rosario Central             | Argentina | 1984      |
| Quilmes                     | Argentina | 1985      |

## Palmarés
| Título           | Equipo                  | País      | Año    |
| ---------------- | ----------------------- | --------- | ------ |
| Primera A        | Junior                  | Colombia  | 1977   |
| Primera A        | Junior                  | Colombia  | 1980   |
| Primera División | Estudiantes de La Plata | Argentina | M-1982 |